# Roccapalumba
Roccapalumba település Olaszországban, Szicília régióban, Palermo megyében. Lakosainak száma 2162 fő (2023. január 1.). Roccapalumba Alia, Caccamo, Castronovo di Sicilia, Lercara Friddi és Vicari községekkel határos.

## Népesség
A település lakossága az elmúlt években az alábbi módon változott:
| Lakosok száma | 2466 | 2411 | 2162 |
|               | 2017 | 2018 | 2023 |